# Колокольная башня
Колокольная башня Сианя (кит. 西安钟楼) — башня, расположенная в самом центре города Сиань в провинции Шаньси (Китай). Вместе с Барабанной башней является символом города. Своё название получила от обычая отмечать наступление утра звоном колокола, установленного на башне.
Построена в 1384 году в начале династии Мин. В 1582 году, после расширения города, башня была снесена и вновь возведена в месте, где она находится сейчас, в самом центре старого города на пересечении главных улиц.
В 1739 году подверглась реконструкции.
В период Синьхайской революции в 1911 году башня использовалась в качестве телефонной станции. В 1927 башня была переоборудована в кинозал, а в 1928 — в планетарий. Во время японо-китайской войны она использовалась как метеорологическая обсерватория, тюрьма и тому подобное.
Колокольная башня стоит на квадратном основании площадью 1377 м². Основание сложено из зелёного кирпича и достигает 8,6 метров в высоту. Сама башня высотой в 36 метров построена из кирпича и древесины. Она имеет характерные, приподнятые на концах, крыши-навесы, украшенные цветными орнаментами.
До того как башня была перенесена на новое место, на ней был установлен медный колокол, изготовленный при династии Тан, звон которого разносился на несколько километров. Впоследствии он был перенесён в Музей стел. Сейчас на башне установлен железный колокол, отлитый при династии Мин, весом в 2500 кг. Он служил для отмеривания времени в Сиане более 400 лет. В настоящее время в утренние часы проигрывается звукозапись его звона. Помимо большого колокола, здесь находится коллекция музыкальных инструментов и колоколов различных размеров.
О колокольной башне сложено несколько легенд, описывающих причины её строительства.

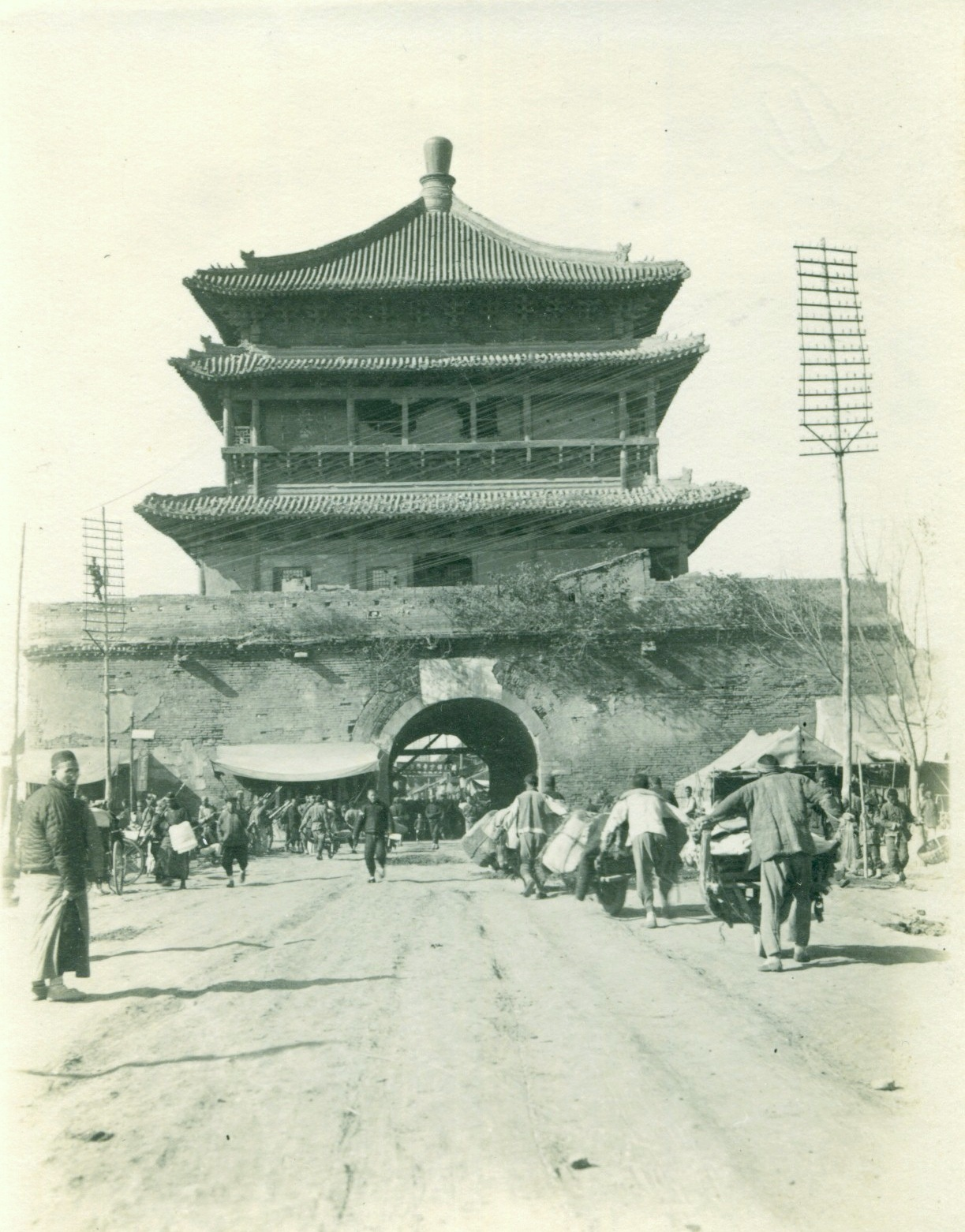
Башня в начале XX века
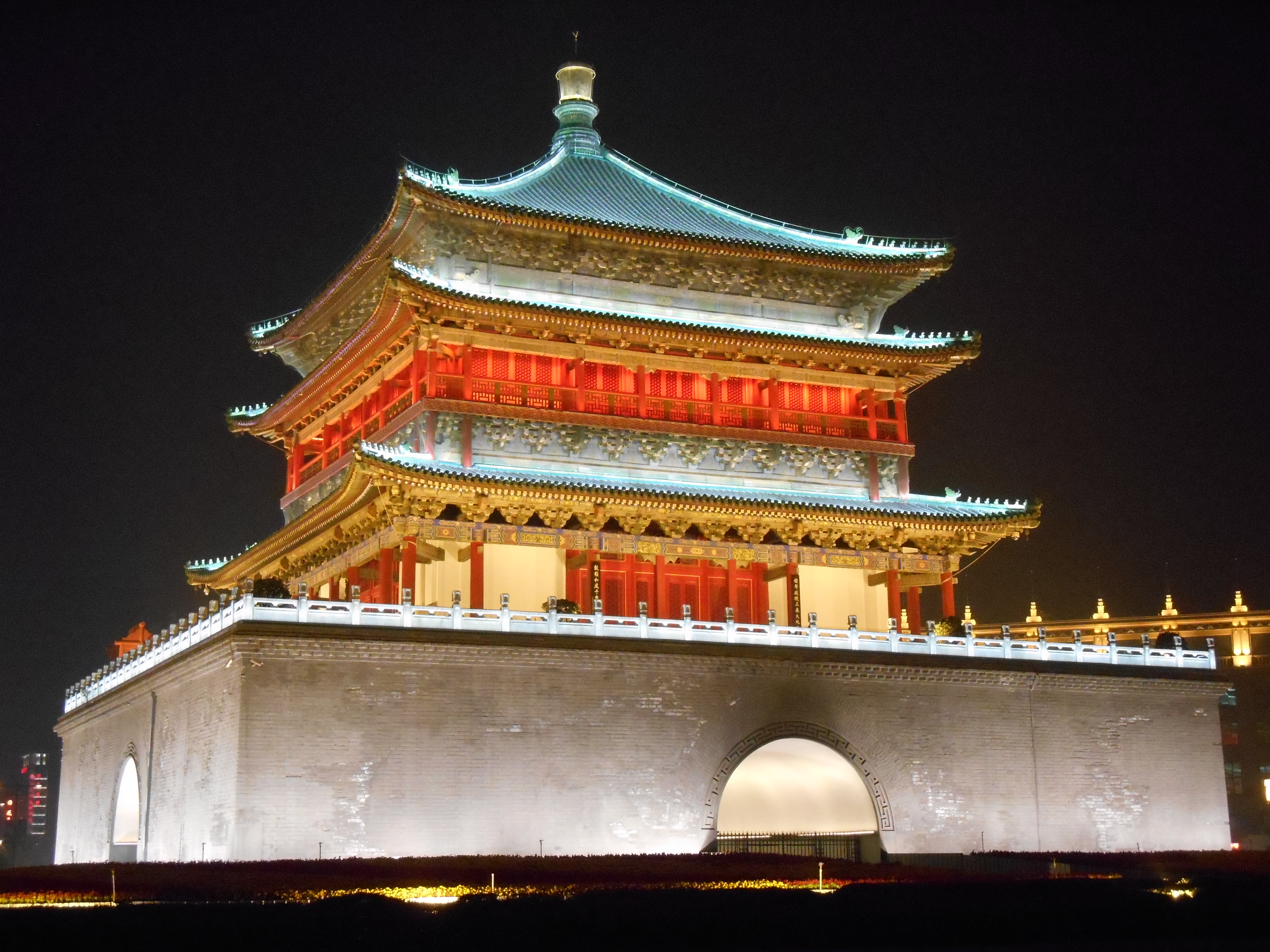
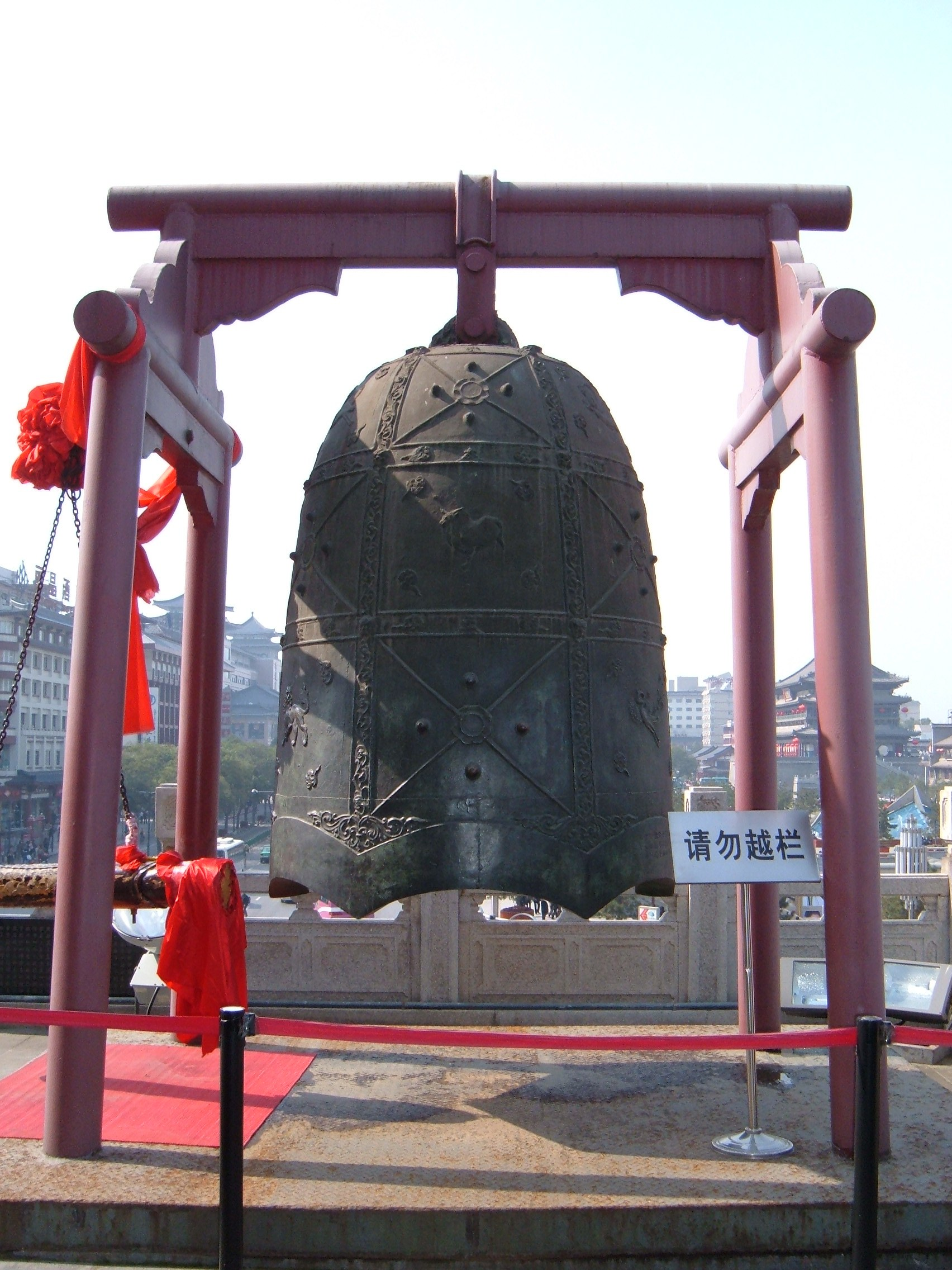
Колокол цзинъюнь, отлитый в 711 году во времена династии Тан, высотой 247 см и весом 6500 кг.